# Place de la Porte-de-Versailles
 (décembre 2023).
Si vous disposez d'ouvrages ou d'articles de référence ou si vous connaissez des sites web de qualité traitant du thème abordé ici, merci de compléter l'article en donnant les références utiles à sa vérifiabilité et en les liant à la section « Notes et références ».
La place de la Porte-de-Versailles est une place du 15e arrondissement de Paris.

## Situation et accès
La place de la Porte-de-Versailles sépare deux des boulevards des Maréchaux, le boulevard Lefebvre et le boulevard Victor d’une part, l’avenue Ernest-Renan et la rue de Vaugirard d’autre part.
Ce site est desservi par la station de métro Porte de Versailles.

## Origine du nom
Cette place est située à l'emplacement de l'ancienne porte de Versailles de l'enceinte de Thiers.

## Historique
Elle a été aménagée par la Ville de Paris sur l’emplacement des anciennes fortifications de l’enceinte de Thiers entre les bastions nos 71 et 72 et a reçu son nom par arrêté municipal en date du 11 avril 1932.
Le terre-plein central de la place de la Porte-de-Versailles porte depuis 2007 le nom d’« esplanade du 9-Novembre-1989 ».

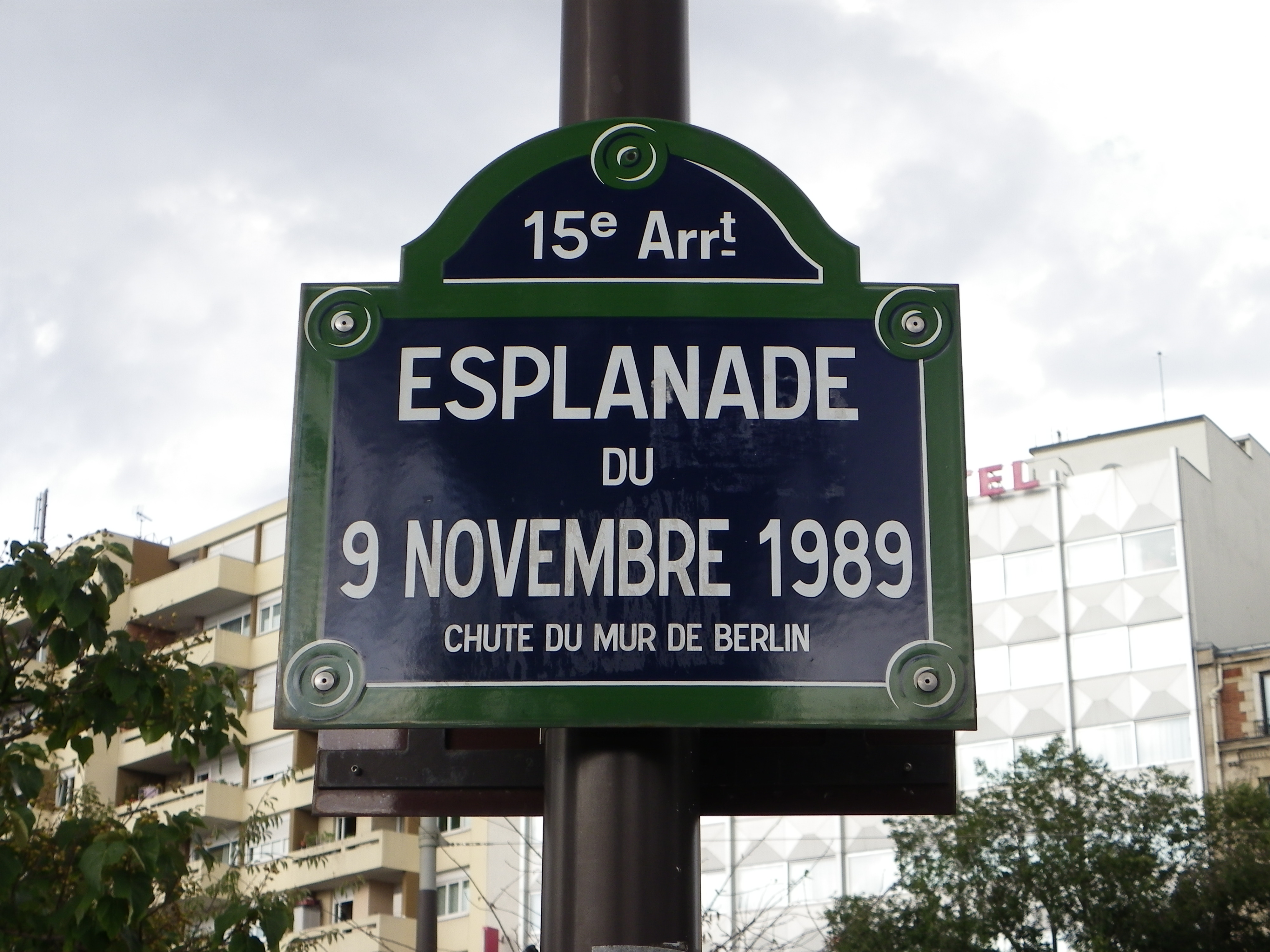
Plaque de rue de l’esplanade du 9-Novembre-1989 à Paris.
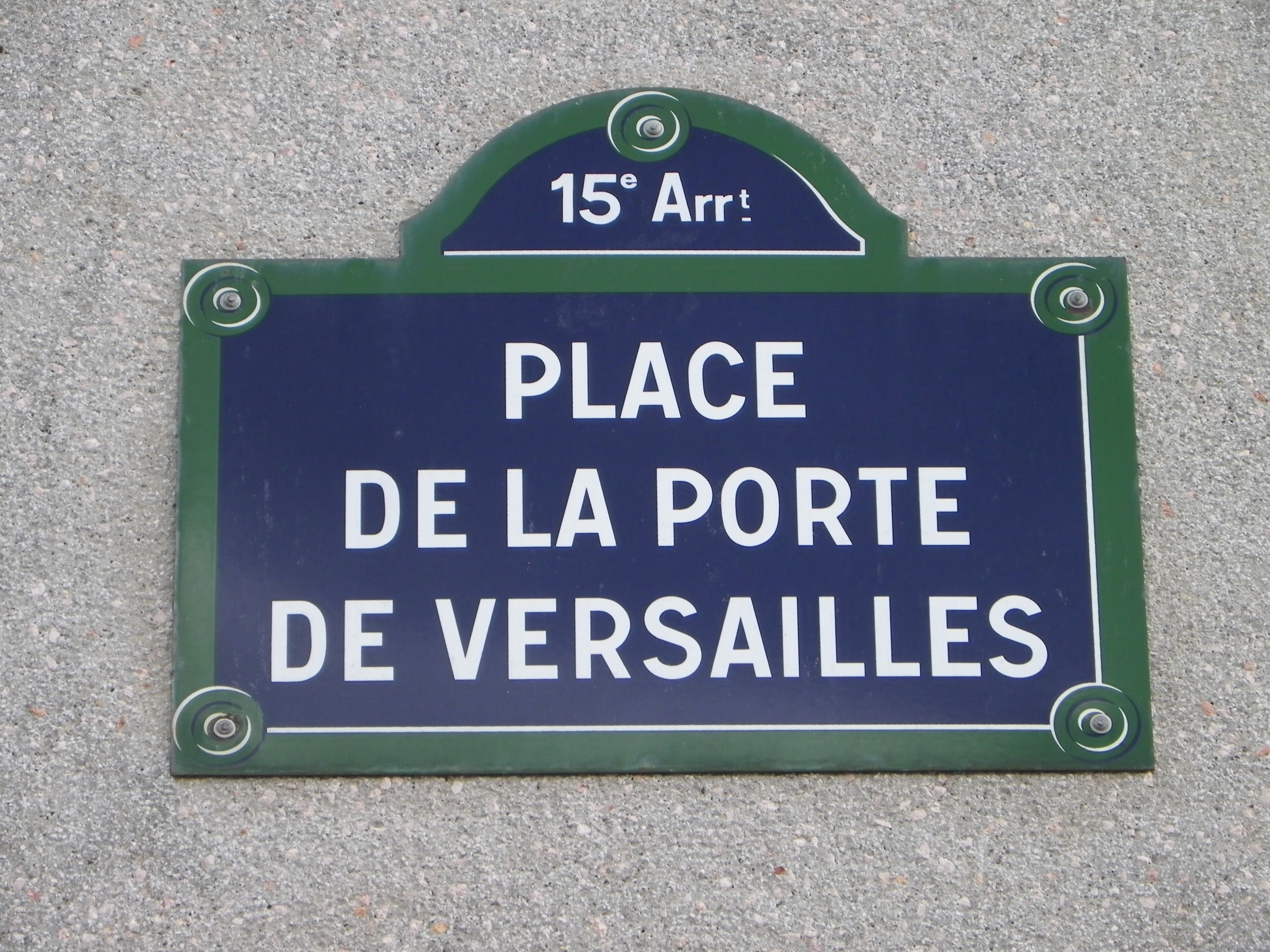
Plaque de rue de la place de la Porte-de-Versailles à Paris.

## Bâtiments remarquables et lieux de mémoire
- Dôme de Paris - Palais des Sports
- Jardin Élisabeth-Boselli